# HMS Curacoa (1878)
La HMS Curacoa, terza nave da guerra della Royal Navy britannica a portare questo nome, è stata una corvetta ad elica classe Comus varata nel 1878.
Al momento dell'ingreso in servizio venne assegnata alla base del Capo di Buona Speranza e Africa Occidentale, prima di venire trasferita in Australia, dove giunse il 5 agosto 1890. Rimase assegnata a questa base per quattro anni.
Venne venduta nel maggio 1904 per essere demolita.